# Artëm Mal'cev
Artëm Igorevič Mal'cev (in russo Артём Игоревич Мальцев?; Nižnij Novgorod, 24 maggio 1993) è un fondista russo.

## Biografia
In Coppa del Mondo ha esordito il 5 febbraio 2017 a Pyeongchang Alpensia, subito ottenendo il primo podio (3º); ha ottenuto la prima vittoria nella staffetta di Ulricehamn del 27 gennaio 2019. Ai Mondiali di Seefeld in Tirol 2019, suo esordio iridato, è stato 17º nella sprint, mentre a quelli di Oberstdorf 2021 ha vinto la medaglia d'argento nella staffetta e si è classificato 5º nella 15 km. Ai XXIV Giochi olimpici invernali di Pechino 2022, suo esordio olimpico, si è piazzato 4º nella 50 km, 9º nello skiathlon e 5º nella sprint.

## Palmarès

### Mondiali
- 1 medaglia:
  - 1 argento (staffetta a Oberstdorf 2021)

### Mondiali juniores
- 3 medaglie:
  - 2 ori (staffetta a Erzurum 2012; staffetta a Liberec 2013)
  - 3 argenti (inseguimento a Erzurum 2012; 10 km, inseguimento a Liberec 2013)

### Coppa del Mondo
- Miglior piazzamento in classifica generale: 5º nel 2021
- 6 podi (2 individuali, 4 a squadre):
  - 1 vittoria (a squadre)
  - 1 secondo posto (a squadre)
  - 4 terzi posti (2 individuali, 2 a squadre)

#### Coppa del Mondo - vittorie
| Data            | Località   | Nazione | Spec.                                                               |
| --------------- | ---------- | ------- | ------------------------------------------------------------------- |
| 27 gennaio 2019 | Ulricehamn | Svezia  | 4x7,5 km (con Evgenij Belov, Aleksandr Bessmertnych e Denis Spicov) |

#### Coppa del Mondo - competizioni intermedie
- 1 podio di tappa:
  - 1 secondo posto